# Чехол на сиденье унитаза

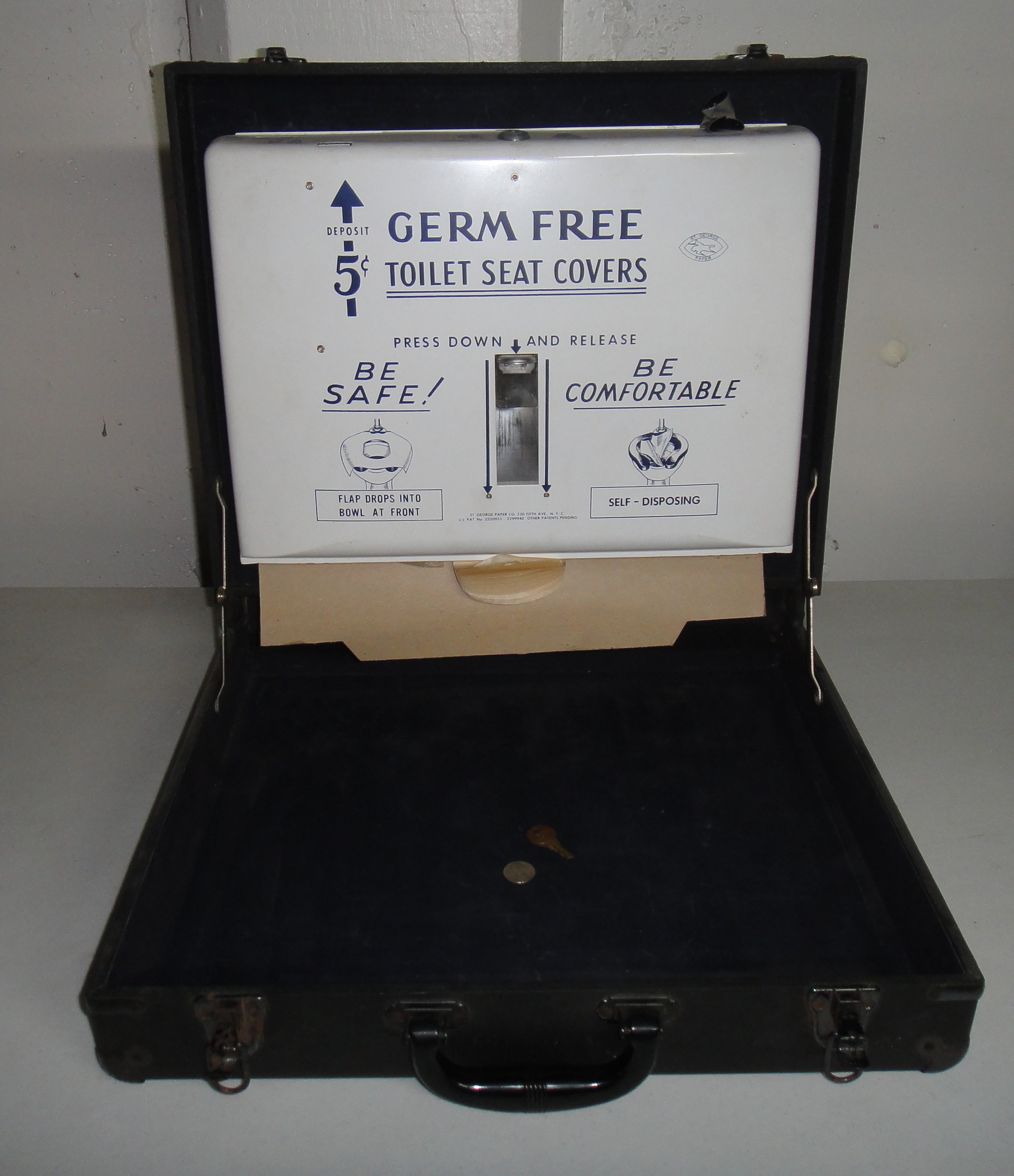
Диспенсер чехлов для унитаза Coin-Op около 1940-х годов

Чехол на сиденье унитаза — одноразовый бумажный чехол, которым накрывается крышка унитаза для защиты человека от микробов на сиденье.
Первый американский патент на диспенсер чехлов на крышку унитаза имеет номер 2299940 и получено изобретателем Джоном Томасмой в октябре 1942 года; чехол на сиденье покрывается патентом № 2320955, полученным в июне 1943 года.
Чехлы для сиденья часто являются декоративными и не служат санитарно-техническим целям, создавая трудности при очистке и дезинфекции, если они сделаны из пористых материалов или имеют неправильную форму. Для различения их с чехлами для санитарных целей добавляют слово «одноразовые».

## Использование

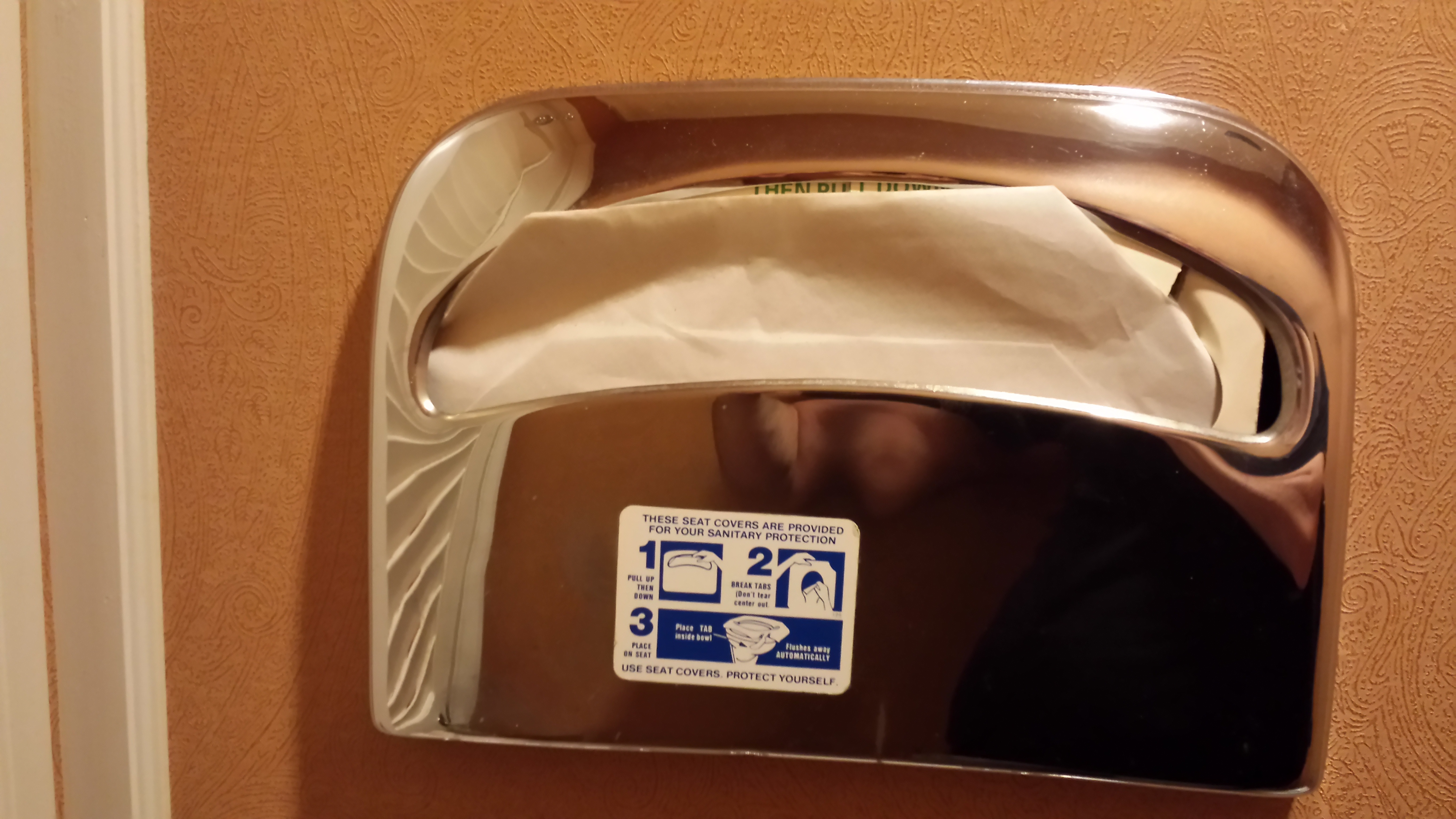
Диспенсер чехлов на сиденье для унитаза с инструкциями на борту автобуса в Северной Америке

Чехлы на сиденья унитаза, как правило, хранятся в раздаточном устройстве, что позволяет пользователям получить доступ к одному чехлу за раз, не вступая в ненужный контакт с другими чехлами.
Хотя чехлы на сиденья для унитазов дают пользователям общественного туалета чувство безопасности, исследования показали, что они не всегда защищают от болезней. Например, если пользователь туалета надевает чехол, пока сиденье все еще влажное от жидких нечистот, жидкость может проникнуть через чехол и войти в контакт с телом.
В 2007 году предприниматель Джеки Эдвардс из Ньютонмора разработал биоразлагаемый чехол для унитаза.

## Расположение
Имеются разногласия относительно расположения чехла. Надлежащим способом размещения чехла на сиденье унитаза считают такое, чтобы сплошная часть находилась в передней части унитаза, при этом она должна закрывать в унитаз, чтобы предотвратить «разбрызгивание» вперед. Большинство сидений в общественных туалетах имеют U-образную форму с ободком спереди; сплошная часть чехла предотвращает накопление частиц и микробов в ободке.

## Законы

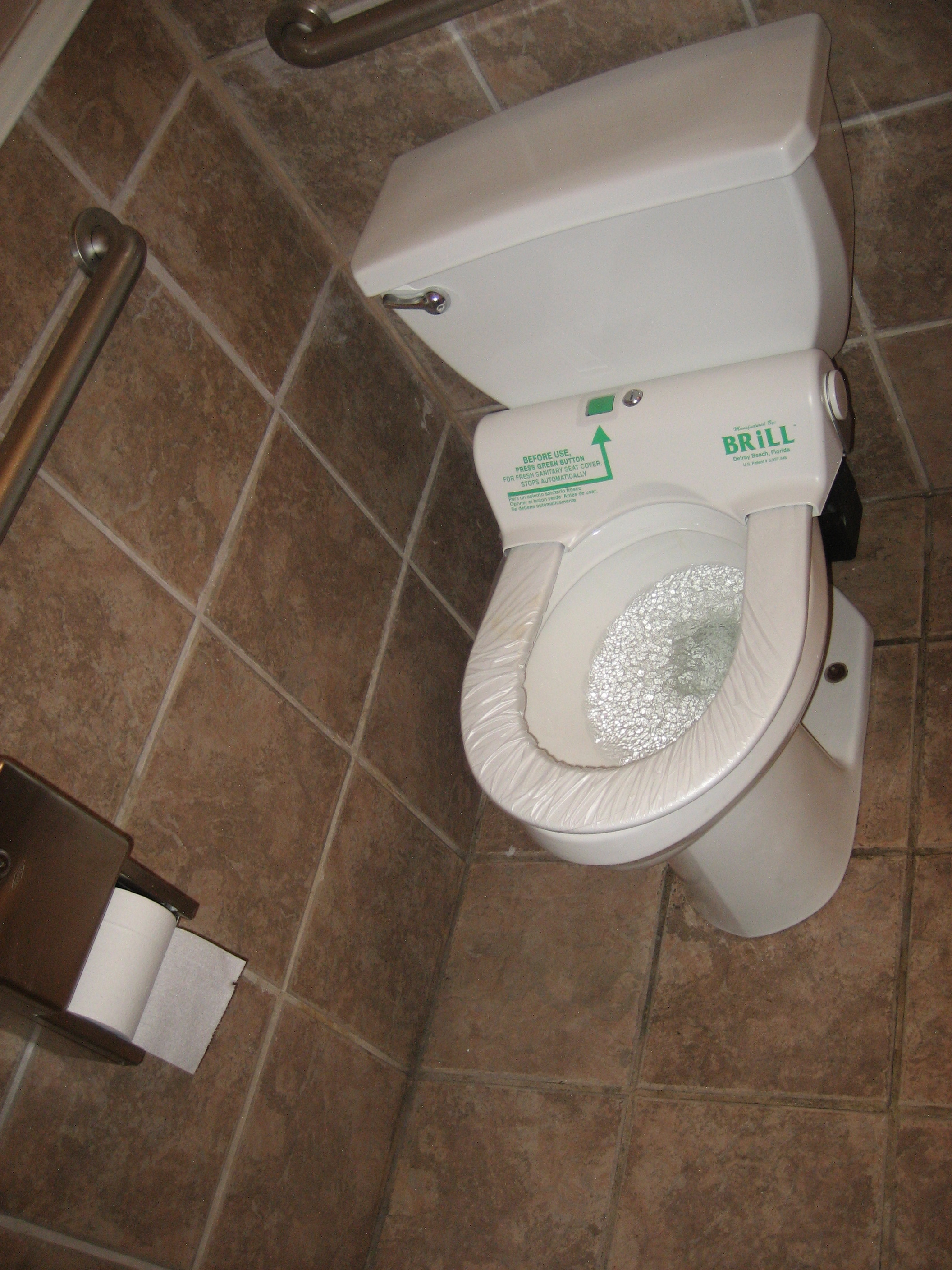
Автоматический самозаменяющийся чехол для унитаза (Новый Орлеан)

В 2009 году законодатели в штате Мэн отклонили закон, который требовал, чтобы чехлы для унитазов были размещены во всех туалетах. Законопроект был передан в Комитет по здравоохранению и социальному обеспечению, но в конечном итоге был отклонен.